# Chaetopteryx euganea
Chaetopteryx euganea är en nattsländeart som beskrevs av Moretti och Malicky in Malicky 1986. Chaetopteryx euganea ingår i släktet Chaetopteryx och familjen husmasknattsländor. Inga underarter finns listade i Catalogue of Life.